# Oxalis haedulipes
Oxalis haedulipes är en harsyreväxtart som beskrevs av Salter. Oxalis haedulipes ingår i släktet oxalisar, och familjen harsyreväxter. Inga underarter finns listade i Catalogue of Life.